# Blackcraig Hill
Blackcraig Hill är en kulle i Storbritannien.   Den ligger i kommunen East Ayrshire och riksdelen Skottland, i den centrala delen av landet, 500 km nordväst om huvudstaden London. Toppen på Blackcraig Hill är 517 meter över havet. Blackcraig Hill ingår i Rhinns of Kells.
Terrängen runt Blackcraig Hill är huvudsakligen lite kuperad. Runt Blackcraig Hill är det mycket glesbefolkat, med 7 invånare per kvadratkilometer. Närmaste större samhälle är Cumnock, 17,5 km nordväst om Blackcraig Hill. I omgivningarna runt Blackcraig Hill växer i huvudsak blandskog.